# Xã Curran, Quận Sangamon, Illinois
Xã Curran (tiếng Anh: Curran Township) là một xã thuộc quận Sangamon, tiểu bang Illinois, Hoa Kỳ. Năm 2010, dân số của xã này là 1.586 người.